# Глуздовский, Владимир Алексеевич
Владимир Алексеевич Глуздовский (27 мая 1903 — 16 ноября 1967) — советский военачальник, в годы Великой Отечественной войны командующий армиями. Генерал-лейтенант (1943).

## Биография
Родился 27 мая 1903 года в Тифлисе.
В Красной Армии с 1919 года. Во время Гражданской войны воевал на Южном фронте красноармейцем.
В межвоенный период Глудзовский — военком отдельного батальона войск ВЧК, полка и дивизиона войск ОГПУ, дивизиона и роты конвойных войск. С апреля 1926 года командир роты, в 1927 году окончил Стрелково-тактические курсы усовершенствования комсостава РККА Выстрел, с января 1929 года помощник командира батальона, с января 1930 года по апрель 1932 года начальник школы младшего комсостава стрелковой дивизии, затем направлен в академию. В 1936 году окончил Военную академию РККА имени М. В. Фрунзе.
С июля 1936 года начальник штаба мотомеханизированного полка, с января 1938 года начальник отделения боевой подготовки Управления пограничных войск в Минске, с мая 1938 года командир полка, с октября 1938 года заместитель начальника отдела Главного Морского штаба, с октября 1939 года по октябрь 1940 года находился в спецкомандировке в Китае, участвовал в боевых действиях японо-китайской войны и был представлен к званию Герой Советского Союза, но награждён не был. С ноября 1940 года — заместитель командира 1-й Московской пролетарской дивизии.
В начале Великой Отечественной войны 1-я мотострелковая дивизия участвовала в боях на Западном фронте, после ранения командира дивизии Я. Г. Крейзера с 12 июля 1941 года исполнял обязанности командира дивизии. В ходе боев дивизия оказалась в окружении, к концу июля вывел из окружения остатки своей дивизии.
В октябре 1941 года назначен начальником оперативного отдела штаба 26-й армии, а 26 октября — начальником штаба 31-й армии Калининского фронта. В этой должности участвовал в планировании действий армии в Битве под Москвой и Ржевско-Вяземской наступательной операции. В феврале 1943 года назначен командующим 31-й армией. Войска под его командованием участвовали в Смоленской стратегической операции (в том числе в Спас-Деменской и в Ельнинско-Дорогобужской операциях), в Витебской операции. С мая по август 1944 года в распоряжении ГУК НКО, с 27 августа командующим 7-й армией Карельского фронта. С 7 декабря 1944 года назначен командующим 6-й армией. В составе 1-го Украинского фронта армия участвует в Висло-Одерской, а затем Нижне-Силезской операциях. В ходе последней, войска под руководством В. А. Глуздовского окружают город-крепость Бреслау и блокируют его (см. Осада Бреслау). До конца войны 6-я армия держит в кольце 44-тысячный гарнизон Бреслау, а 6 мая принимает его капитуляцию.
После войны с января 1946 года на командных должностях в Военной академии имени М. В. Фрунзе. С января 1955 года начальник штаба Приволжского военного округа, с января 1956 — Таврического военного округа, с июня 1956 — Забайкальского военного округа. С сентября 1960 года состоял в распоряжении Министра обороны СССР. C 1961 года в отставке.
Умер 16 ноября 1967 года в Симферополе.

Могила Глуздовского на Военном кладбище Симферополя.

## Награды
- Орден Ленина (21.02.1945[2]);
- Четыре ордена Красного Знамени (22.07.1941, 05.05.1942, 03.11.1944[2], 15.11.1950[2]);
- Два ордена Суворова 1-й степени (09.04.1943, 28.09.1943);
- Орден Кутузова 1-й степени (29.05.1945);
- медали СССР;
- Орден Облаков и Знамени (Китай).

## Воинские звания
- капитан (30.12.1935)
- майор
- полковник
- генерал-майор (03.05.1942)
- генерал-лейтенант (09.09.1943)